# NeneSurreal
Ildenira Lopes Sales, (16 de março de 1967) mais conhecida pelo seu pseudonimo NeneSurreal, é uma grafiteira brasileira.

## História
NeneSurreal começou sua trajetória artística aprendendo artes, como  crochê, bilro e macramê com sua avó.
Durante sua vida foi alvo de diversas injustiças, passando por violências físicas e psicológicas, e encontrando na arte caminhos de saída para o sofrimento. Trabalhou como instrumentadora cirúrgica, mas deixou a área para se dedicar exclusivamente à sua grande paixão, o grafiti. 
Através da arte criou sua filha e ajudou a criar seus netos, hoje a avó grafiteira, ajuda mulheres que passaram pelo que ela passou a se reerguerem e superarem suas dificuldades através da arte. É uma militante fervorosa pelo direito das mulheres, pelos direitos da população preta e pelos direitos da população periférica.
Entrou para a vida acadêmica através do curso de artes, se aprofundou nos estudos e aprendeu novas técnicas, criando assim um jeito bem particular pintar os muros, tanto que ela não assina seus trabalhos e nem há necessidade, ao bater o olho em uma arte de NeneSurreal, reconhecemos facilmente sua autoria, devido aos seus traços inconfundíveis.
Além de muros, NeneSurreal criou sua própria grife de moda urbana, onde utiliza técnicas do grafite para pintar as peças de vestuário, que são voltadas principalmente, para mulheres Plus Size.
Em seus grafites NeneSurreal costuma pintar rostos de mulheres negras, com piercings, alargadores e cabelos crespos volumosos, valorizando a estética afro e criando identificação com as mulheres que vêem seu trabalho. 
Suas artes podem ser facilmente encontradas em muros por todo o estado de São Paulo, com mais frequência em muros de escolas no município de Diadema, cidade onde mora e também na cidade de São Paulo, como por exemplo no Céu Caminho do Mar, localizado no bairro do Jabaquara, onde Nene participou da restauração dos muros.
A artista participa de diversas exposições por todo território nacional e atualmente vêm sendo reconhecida também no exterior, como o novo expoente da arte de rua e do grafite feminino no Brasil.

## Prêmios
Em 2016 foi ganhadora do Prêmio Sabotage 
No mesmo ano participou do documentário Mulheres Negras: Projetos de Mundo.
Em 2018 a ong Ação Educativa homenageou a artista por seu trabalho.  

## Acontecimentos Recentes
No final de 2018, NeneSurreal sofreu diversos ataques, foi pessoalmente ameaçada e exposta na internet por um homem do movimento Hip Hop, logo após ter saído uma entrevista dela na HuffPost Brasil , pelo fato de ser uma mulher, estar no protaginismo da cena local e ser reconhecida nacionalmente.
Nene é mulher negra, periférica, mãe, avó, e homossexual, além do machismo teve que enfrentar episódios de racismo e homofobia por parte dos apoiadores do homem que a ameaçou. 
Em resposta ao que aconteceu, diversas artistas e coletivos de mulheres do estado de São Paulo, se mobilizaram e colocaram a disposição para apoiá-la, como forma de protesto foi organizada uma ocupação feminina na Casa do Hip Hop em Diadema, um dia onde o protagonismo seria apenas feminino. No evento chamado de Ocupação das Minas, estiveram presentes mulheres artistas de diversas linguagens e de vários lugares do estado, a cantora e compositora Ana Cacimba encabeçou um grupo percussivo feminino exclusivamente para a abertura do evento, o grupo antes chamado de Baque das Minas, hoje é conhecido como Baque Minas de Resistência e tem NeneSurreal como madrinha.   
NeneSurreal também foi homenageada no videoclipe "Todas de Mim" de Ana Cacimba onde fez um relato de resistencia e fortalecimento feminino.      

## Links
1. Rede TVT  Mulheres Pela Democracia - NeneSurreal Rede TVT. Consultado em 24 de Setembro de 2019
2. Jabaquara News (26 de abril de 2018) NeneSurreal restaura muro do ceu caminho do mar Jabaquara News. Consultado em 22 de Setembro de 2019
3. Informa ABC (05 de Setembro de 2016) "Arte no Praça" é atração para o público no Shopping Praça da Moça Informa ABC.  Consultado em 23 de Setembro de 2019
4. Bianca Dantas Alves Gomes da Silva (29 de Março de 2019)  Existir e resistir - mulheres negras no graffiti: a produção cultural de Negahamburguer e Nenesurreal Repositório Unesp. Consultado em 24 de Setembro de 2019
5. Redação (9 de Setembro de 2016) Documentário sobre feminismo negro será lançado na próxima segunda Brasil de Fato. Consultado em 24 de Setembro de 2019
6. Redação (05 de Setembro de 2016) Shopping Praça da Moça lança projeto que valoriza artistas locais Repórter Diário. Consultado em 24 de Setembro de 2019
7. Miriam Gimenes (26 de Maio de 2019) O som delas Diário do Grande ABC. Consultado em 24 de Setembro de 2019